# نيلا روز
نيلا روز (بالإنجليزية: Nyla Rose) (هي من مواليد 3 أغسطس 1982) وتشتهر روز بكونها ممثلة أمريكية ومصارعة محترفة تعمل لصالح أتحاد آول إليت ريسلينغ (AEW) وهي بطلة AEW للنساء الحالية وهي في فترة حملها الاولي للقب.و كممثلة، لعبت دور البطولة في المسلسل التلفزيوني الكندي 2016 ذا سويتش كشخصية أساسية.
و عند توقيعها مع اتحاد AEW في عام 2019، أصبحت أول مصارعة من المتحولين جنسياً بشكل علني في التاريخ لتوقيع مع اتحاد أمريكي كبير؛ في العام التالي بعد فوزها ببطولة العالم للسيدات في اتحاد AEW ، أصبحت أيضًا أول مصارعة متحولة جنسياً تفوز بلقب سيدات لمنظمة مصارعة أمريكية كبرى.

## مهنة مصارعة المحترفين

### مهنة المصارعة المبكرة
بدأت روز التدريب في مدرسة المصارعة KYDA والتي يقع مقرها في ولاية فرجينيا الغربية. ومن أشرف علي تدريبها هم جون كرمون، سي إيه إليوت، كريستيان يورك وإكساندر مادوكس. ظهرت لأول مرة في 8 ديسمبر 2012. وخلال سنتها الأولى من المصارعة، تمكنت من الفوز بأول بطولة نسائية لها في أتحاد كوفي بروموشنس في أغسطس 2013. وقد تمكنت من الفوز بهذه البطولة مرتين أخريين. على مر السنين، تمكنت من إضافة إلى قائمة إلقابها بطولة ووريورز أوف ريسلنغ للسيدات عندما فازت بها مرتين وبطولة يونايتيد برو ريسلينغ اسوسياشين النسائية.

### اتحاد آول إليت ريسلينغ (AEW) (منذ 2019 حتي الآن)
بعد سبع سنوات من كونها مصارعة غير معروفة إلا انها أصبحت أول مصارعة متحولة جنسياً التي وقعت مع واحد من أكبر أتحادات مصارعة المحترفين الأمريكية عندما وقعت مع أتحاد آول اليت ريسلنغ (AEW) في فبراير 2019.     قامت روز باول ظهور لها في حلبات الـAEW لأول مرة في الحدث الافتتاحي للأتحاد عرض Double or Nothing. وقد تحولت مباراتها الثلاثية المقررة ضد دكتور. بريت بيكر ،دي أم دي و كايلي راي إلى مباراة قاتلة رباعية مع إضافة المصارعة أوسم كونغ. حيث لم تنجح في الفوز في النزال على الرغم انها ضربة كونغ برمح لتخرجها من الحلبة قبل وقت قصير من قيام بيكر بتثبيت راي.
في عرض Fyter Fest قد شاركت في مباراة التهديد الثلاثي ضد كل من ريهو ويوكا ساكازاكي.و بعد المباراة، هاجمت روز كلتا المرأتين، فبالتلي حولت نفسها لمصارعة مكروهة في هذه العملية. شاركت روز في مباراة Casino Battle Royal النسائية في عرض All Out ، والتي فازت بها، وحصلت على فرصة للتنافس لتصبح بطلة AEW للسيدات. في عرض ديناميتالأول الذي كان بتاريخ 2 أكتوبر 2019 وهزمت روز من قبل ريهو، وهاجمت ريهو بعد انتهاء المباراة. وفي 12 فبراير، 2020، فازت روز على ريهو لتفوز ببطولة السيدات في عرض AEW Dynamite ، لتصبح أول امرأة متحولة جنسياً.

## الحياة الشخصية
تعد نيلا روز واحدة من السكان الاصليين في الامريكتين حيث انها تملك تراث كبير وتنتمي لشعب أونيدا في كندا.     

## البطولات والإنجازات
- آول إليت ريسلينغ
  - بطولة AEW للسيدات (مرة واحدة، حاليًا) [19]
  - كازينو باتل رويال للسيدات (2019)
- كوفي بروموشانس
  - بطولة سي بي للسيدات (3 مرات) [20]
- برو ريسلينغ إليزيستريتد
  - المرتبة رقم 66 من أفضل 100 مصارعة في PWI Female 100 في عام 2019 [21]
- يونايتد برو ريسلينغ أسوسياشين
  - بطولة UPWA للسيدات (مرة واحدة) [20]
- ووريورز أوف ريسلينغ
  - بطولة WOW للسيدات (مرتين) [20]

## مواقع خارجية
- نيلا روز على موقع IMDb (الإنجليزية)
- نيلا روز على موقع قاعدة بيانات الفيلم (الإنجليزية)
- نيلا روز على موقع WrestlingData.com (الإنجليزية)
- نيلا روز على موقع CageMatch worker (الإنجليزية)
- نيلا روز على موقع قاعدة بيانات المصارعة على الإنترنت (الإنجليزية)
- نيلا روز على موقع عالم المصارعة على الإنترنت (الإنجليزية)
- نيلا روز على موقع عالم المصارعة على الإنترنت (الإنجليزية)
- صفحة نيلا روز علي موقع كيدج ماتش
- نيلا روز علي موقع أنترنت ريسلينغ داتا
- صفحة نيلا روز علي موقع ريسلينغ داتا
- نيلا روز في قاعدة بيانات الأفلام على الإنترنت
- سجل الفنون القتالية المختلطة المهني لـ نيلا روز على شيردوغ